# Шойиндикольська сільська адміністрація
Шойиндико́льська сільська адміністрація (каз. Шойындыкөл ауылдық әкімдігі, рос. Шойындыкольская сельская администрация) — адміністративна одиниця у складі Жаркаїнського району Акмолинської області Казахстану. Адміністративний центр та єдиний населений пункт — село Шойиндиколь.
Населення — 253 особи (2021; 248 у 2009, 851 у 1999, 2839 у 1989).
Станом на 1989 рік існували Гагарінська сільська рада (село Гагаріне), сільська рада імені XXI з'їзда Партії (село Шалгай) та Шойиндикольська сільська рада (село Шойиндиколь) колишнього Жанадалинського району. До 2005 року існували Шалгайський сільський округ (села Гагарінське, Шалгай) та Шойиндикольський сільський округ (село Шойиндиколь). Села Гагарінське та Шалгай були ліквідовані 2005 року. 2013 року Шойиндикольський сільський округ перетворено в сільську адміністрацію.

## Склад
До складу адміністрації входять такі населені пункти:
| Населений пункт     | Населення, осіб (1989) | Населення, осіб (1999) | Населення, осіб (2009) | Населення, осіб (2021) |
| ------------------- | ---------------------- | ---------------------- | ---------------------- | ---------------------- |
| Шалгай, село        | 1095                   | 291                    | -                      | -                      |
| Шойиндиколь, село   | 991                    | 526                    | 248                    | 244                    |
| --Гагарінське, село | 753                    | 34                     | -                      | 9                      |